# Тенгінка
Тенгінка — село в Туапсинському районі Краснодарського краю. Центр Тенгінського сільського поселення, в яке крім Тенгінки входить також Лермонтово.
Населення — 2 200 осіб (1999). 
Село розташоване в долині річки Шапсухо, за три кілометри від її впадіння в Чорне море. 
- Село Тенгінка засновано в 1868 році під ім'ям Арменське
- Побудована Вірменська церква в 2003